# Вознесенське (Шосткинський район)
Возне́сенське — село в Україні, у Глухівській міській громаді Шосткинського району Сумської області. Населення становить 1 осіб. До 2020 орган місцевого самоврядування — Привільська сільська рада.

## Географія
Село Вознесенське розташоване на березі річки Есмань, вище за течією примикає смт Есмань, нижче за течією на відстані 1 км розташоване село Хотминівка.
По селу тече струмок, що пересихає.
Поруч пролягає автомобільний шлях М02 (E101).

## Історія
12 червня 2020 року, відповідно до розпорядження Кабінету Міністрів України № 723-р «Про визначення адміністративних центрів та затвердження територій територіальних громад Сумської області», село увійшло до складу Глухівської міської громади.
19 липня 2020 року, в результаті адміністративно-територіальної реформи та ліквідації Глухівського району, село увійшло до складу новоутвореного Шосткинського району.